# Demonax kucerai
Demonax kucerai là một loài bọ cánh cứng trong họ Cerambycidae.